# سد سان روکه (فیلیپین)
سد سان روکه (به لاتین: San Roque Dam) یک سد در فیلیپین است که در San Manuel, Pangasinan واقع شده‌است.